# Vikings' River Splash
Vikings' River Splash est une rivière rapide en bouées situées dans les parcs d'attractions Legoland Billund et Windsor ouverts successivement en 2006 et 2007, plus tard que prévu en raison de retards de construction. La promenade sur le fleuve artificiel se situe dans la zone « Land of the Vikings » du parc anglais et dans la zone « Knights' Kingdom » du parc danois.
La promenade comporte des modèles de Lego, des pulvérisateurs d'eau et des canons. Le temps de trajet est d'environ trois minutes et il s'agit de l'un des tours les plus populaires du parc Windsor[réf. nécessaire].

## Galerie

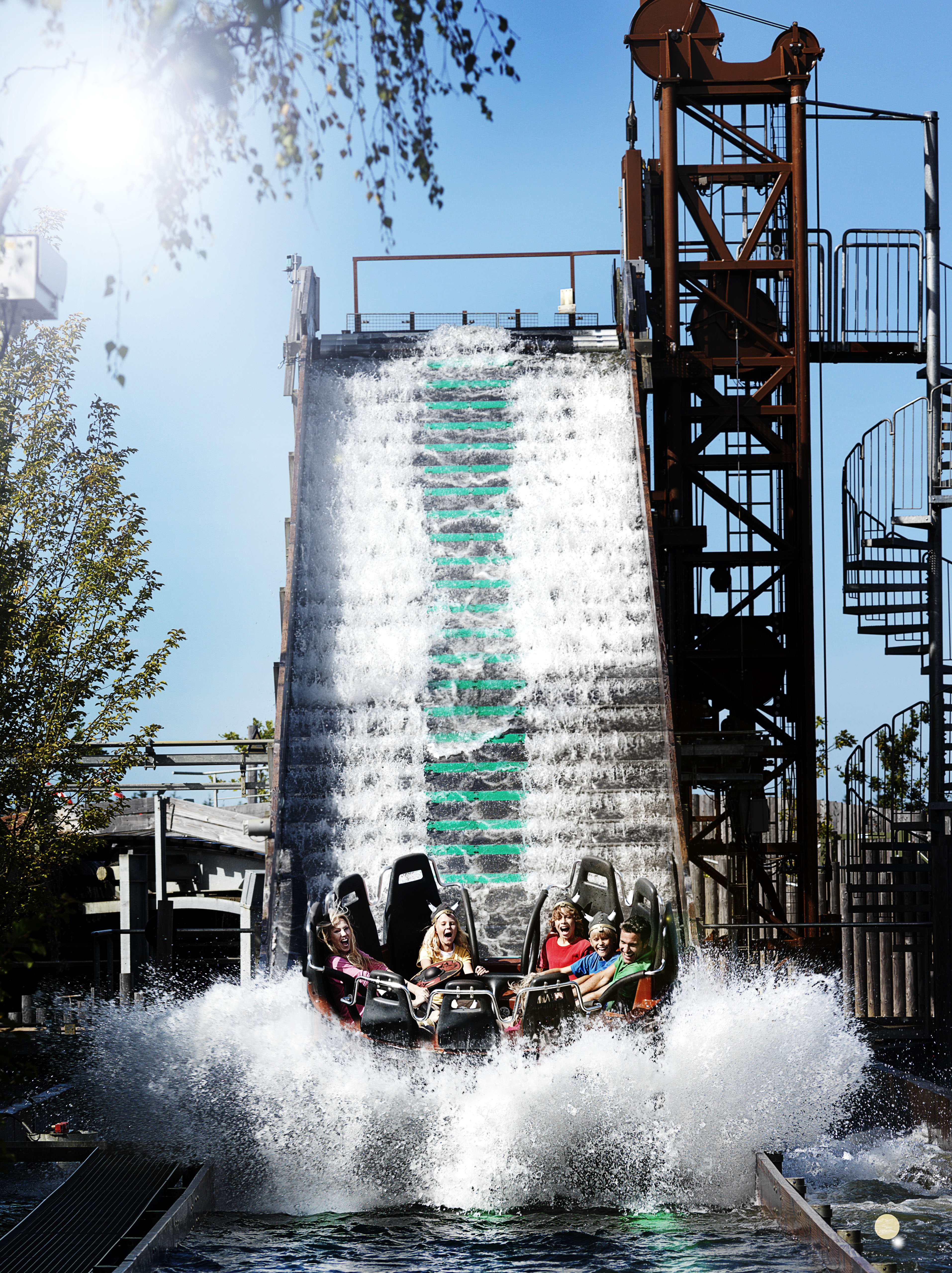
Bouée au pied de la chute à Legoland Billund.
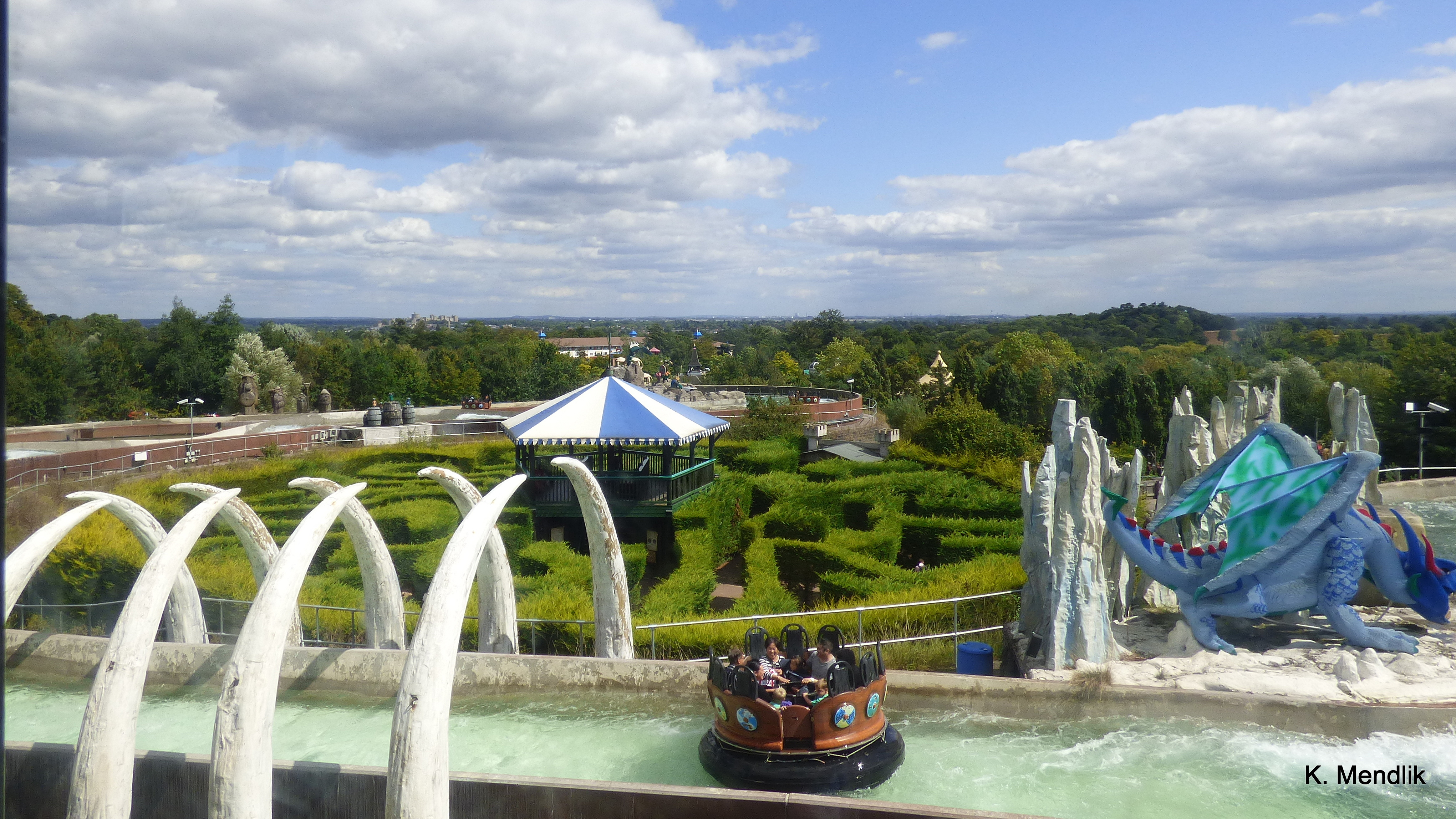
Bouée sur le parcours à Legoland Windsor.